# یخسار اولودوروک
یخسار اولودوروک (به لاتین: Uludoruk Glacier) یک کوه و یخچال طبیعی در ترکیه است که در استان حکاری واقع شده‌است.